# Walter Engel (Journalist)
Walter Engel (geboren 7. Dezember 1911 in Wien, Österreich-Ungarn; gestorben 28. Januar 1990 in Washington, D.C.) war ein austroamerikanischer Journalist und Schauspieler. 

## Leben
Walter Engel war ein Sohn des Angestellten in der Wiener jüdischen Gemeinde Emil Engel (1881–1955) und der Judith Krauss (1882–1971), er hatte einen älteren Bruder. Engel studierte ab 1930 an der Akademie für Musik und darstellende Kunst in Wien. 1932/33 hatte er ein Engagement als Schauspieler und Regisseur am Stadttheater Harburg-Wilhelmsburg und an der Schilleroper in Altona. Nach der Machtergreifung der Nationalsozialisten ging er an die Nordmährische Städtebühne in die Tschechoslowakei. Engel kehrte 1934 nach Wien zurück und arbeitete in der Kabarett- und Kleinkunstbühne Literatur am Naschmarkt. Dort war er an der europäischen Erstaufführung von Thornton Wilders The Long Christmas Dinner beteiligt. 
Nach dem Anschluss Österreichs floh er im September 1938 in die USA. Engel war von 1941 bis 1946 Soldat der US Army. Er arbeitete danach in New York als Ansager, Redakteur und Kommentator für das österreichische Programm der Voice of America. Engel war seit 1948 in zweiter Ehe mit Inge Fischer verheiratet, sie hatten fünf Kinder. Engel ging 1956 als stellvertretender Leiter der Hörfunk- und Fernsehabteilung an die US-Botschaft nach Bonn. 1960 bis 1967 war er Leiter der Programmabteilung beim RIAS in West-Berlin. Engel kehrte nach Washington, D.C. zurück und arbeitete für die United States Information Agency (USIA) und ab 1969 als Leiter des deutschsprachigen Programms der Voice of America. Ab 1973 arbeitete er noch freiberuflich als Kommentator. Er lebte in Bethesda (Maryland).     